# グラム・パイドゼ
グラム・パイドゼ（Guram Papidze、1997年6月16日 - ）は、トップ14セクシオン・パロワーズに所属するラグビーユニオン選手。

## プロフィール
- ジョージアトビリシ出身[1]。
- ポジションはプロップ(PR)。
- 身長 185cm、体重 122kg
- U20ジョージア代表に選ばれたことがある[2]。
- ジョージア代表キャップは8（2024年7月現在）でラグビーワールドカップ2023のジョージア代表に選ばれた[3]。

## 略歴
リヨンOU、USONヌヴェール、ラ・ロシェルを経て、2022年、ポーに加入。 